# Laurinsyra
Laurinsyra, CH3(CH2)10COOH, är en i vatten olöslig fettsyra.

## Egenskaper
Laurinsyra är ett vitt, finkornigt pulver av vita nålformiga kristaller med en svag doft av tvål. Liksom många andra fettsyror är laurinsyra billig, har en lång hållbarhetstid, samt är icke-toxisk och säker att hantera.

## Förekomst
Laurinsyra, som en komponent i triglycerider, och utgör ungefär hälften av fettsyrahalten i kokosnötolja, lagerbärsolja och i palmkärnolja (inte att förväxla med palmolja), men i övrigt relativt ovanlig. Den finns även i bröstmjölk (6,2 % av den totala fettmängden), komjölk (2,9 %) och getmjölk (3,1 %).

## Användning
Laurinsyra används huvudsakligen för produktion av tvålar och kosmetika. För dessa ändamål är laurinsyra neutraliserad med natriumhydroxid för att ge natriumlaurat, som är ett tvålämne. Vanligast är natriumlaurat som erhålls genom förtvålning av olika oljor, såsom kokosolja. Dessa prekursorer ger blandningar av natriumlaurat och andra tvålar.
I laboratorier används laurinsyra ofta för att undersöka molmassa av en okänd substans via fryspunktssänkning. Den är praktisk för detta eftersom dess smältpunkt är relativt hög (43,2 °C). 